# Grondweefsel
1. Merg
2. Primair xyleem
3. Xyleem
4. Floëem
5. Sclerenchym (Bastvezel)
6. Schors
7. Epidermis

Doorsnede steel van een vlasplant:

Het grondweefsel van planten omvat alle weefsels die noch dermaal noch vasculair zijn. Grondweefsel in vaatplanten kan onderverdeeld worden in drie typen op basis van de vorm van de celwanden. Dit weefsel ligt tussen het dermale weefsel en het vasculaire weefsel en is de hoofdmassa van het plantenlichaam.
- Cellen in het parenchym hebben dunne celwanden en blijven meestal in leven nadat ze volgroeid zijn. Parenchym vormt dus het "vulweefsel" in zachte delen van een plant en is vooral aanwezig in de schors, pericykel, merg en houtstralen.
- Collenchymcellen hebben dunne celwanden met gebieden van secundaire verdikking. Het collenchym in de plant biedt extra ondersteuning in gebieden met o.a. nieuwe groei.
- Het sklerenchym van de plant bevat, net zoals het xyleemweefsel, celwanden met lignine. Deze dikke verharde secundaire celwanden bieden de belangrijkste structurele steun aan de plant.

## Verder lezen
- (en) Mauseth, James D. (2012). Botany: An Introduction to Plant Biology, 5th. Jones and Bartlett Learning, Sudbury, MA. ISBN 978-1-4496-6580-7.
- (en) Moore, Randy; Clark, W. Dennis; and Vodopich, Darrell S. (1998). Botany (3rd ed.). McGraw-Hill. ISBN 0-697-28623-1
- (en) Chrispeels MJ, Sadava DE. (2002) Plants, Genes and Crop Biotechnology. Jones and Bartlett Inc., ISBN 0-7637-1586-7